# 水吉特种区
水吉特种区，是中华民国大陆时期福建省的一个准县级行政单位，为二等特种区，特种区类别为河港和商埠类。

## 历史沿革
水吉特种区原为建瓯县第一大镇水吉镇，贸易较多，经济发达，号称“建瓯第一市镇”，1938年8月，建瓯县长闵佛九以县域过大、管理不便为由请求将水吉升格为县，但被福建省政府以地方财力和习惯为由拒绝，改于10月析建瓯第五、第六区设置水吉特种区。1940年10月地方政区改组时水吉特种区升格为水吉县，1956年水吉县撤销，其大部分区域并入建阳县，改称水吉镇，其余部分则归并建瓯、浦城两县。